# (1660) Wood
(1660) Wood est un astéroïde de la ceinture principale découvert le 7 avril 1953 à Johannesbourg (UO) par l'astronome Jacobus A. Bruwer.

## Historique
Sa désignation provisoire, lors de sa découverte le 7 avril 1953, était 1953 GA et il est définitivement nommé en l'honneur de l'astronome sud-africain Harry Edwin Wood.

## Caractéristiques
Sa distance minimale d'intersection de l'orbite terrestre est de 0,819 358 ua.